# Алпамыс идёт в школу
«Алпамы́с идёт в шко́лу» — советский детский художественный фильм производства «Казахфильм». Премьера в Москве состоялась 25 августа 1978 года.

## Сюжет
Семилетний Калихан не хочет ходить в школу и от злости делает всякие пакости. Например, когда учитель попросил принести в живой уголок животных, Калихан принёс змею. Однако, учителю — наоборот — понравилось необычное для школы животное и он вместо того, чтобы отругать, похвалил Калихана.
Алпамыс, младший товарищ Калихана, наоборот — очень хочет в школу и переживает из-за того, что пока не может туда ходить. Однако он каждый день приходит к школе и через окно наблюдает за уроками, стараясь чему-нибудь научиться. Он действительно овладевает чтением и счётом. Калихан, видя успехи Алпамыса, решает помочь другу и во время выступления на Дне учителя выводит того на сцену. Алпамыс демонстрирует всем присутствующим умение читать и считать и его записывают в первый класс.

## В ролях
- Ермек Толепбаев (Слава Хованов) — Алпамыс
- Уран Сарбасов (Антон Горло) — Калихан
- Бакен Кыдыкеева (Лилия Гурова) — Галия, мать Алпамыса
- Макиль Куланбаев (Павел Кашлаков) — отец Алпамыса
- Канабек Байсеитов (Игорь Ефимов) — Мынар-ата
- Жексен Каирлиев (Станислав Соколов) — учитель Батыржан Батырханович
- Татьяна Рулла (Людмила Старицына) — Варя
- Мухтар Отебаев (Юрий Соловьев) — бригадир
- А. Айдарбеков (Анатолий Столбов) — заведующий клубом
- Дарига Тлендиева (Гелена Ивлиева) — Рыскал, мать Калихана
- Димаш (Динмухамет) Ахимов
- Гульнара Ералиева

## Награды и премии
- Фильм разделил главную премию в категории детских фильмов на X Всесоюзном кинофестивале 1977 года в Риге с фильмом «Венок сонетов».[1]

## Дополнительная информация
- В фильме звучит стихотворение С. А. Есенина «Письмо к женщине».